# Parafia św. Anny w Radawie
Parafia św. Anny w Radawie − parafia rzymskokatolicka znajdująca się w archidiecezji przemyskiej, w dekanacie Sieniawa.

## Historia
W 1594 roku została poświęcona drewniana kaplica w Radawie, w której duszpasterstwo misyjne objęli Jezuici z Jarosławia. Prawdopodobnie w latach 1593–1594 przybył do Radawy ks. Piotr Skarga, wówczas chwilowo przebywający w Jarosławiu. Do kaplicy należały: Radawa, Zaradawa, Mołodycz, Cetula i Piwoda. 
Po kasacie Jezuitów, przez rząd austriacki, kaplicę przejęli Franciszkanie-Reformaci z Jarosławia. 21 czerwca 1754 roku bp Wacław Hieronim Sierakowski utworzył samodzielną kapelanię w Radawie. W 1902 roku do parafii należały: Radawa, Zaradawa, Mołodycz, Czerce, Czerwona Wola (część), Surmaczówka i Zapałów. 18/19 maja 1915 roku kościół i wieś podczas przebiegu frontu wojennego zostały spalone. W latach 1920–1926 zbudowano obecny murowany kościół, który w czerwcu 1927 roku został konsekrowany. 22 czerwca 1941 roku kościół został poważnie uszkodzony. W 1958 roku dawną cerkiew w Cetuli zaadaptowano na kościół filialny.
Na terenie parafii jest 900 wiernych (w tym: Radawa – 400, Cetula – 500).
Proboszczami w Radawie byli: ks. Leon Reichenbach (od 1840),  ks. Tomasz Teleka (1880–1906), ks. Józef Wojnar (1906–1912), ks. Jan Jamróz (do 1920), ks. Henryk Domino (1922–1936), ks. Jan Kosior, ks. Józef Miś, ks. Stanisław Zborowski (1946–1947) (administrator excuriendo z Wiązownicy), ks. Kazimierz Kret, ks. Eugeniusz Raczkowski (administrator), ks. Antoni Grzyś (1961–1992) (administrator), ks. Andrzej Kot (od 2001).

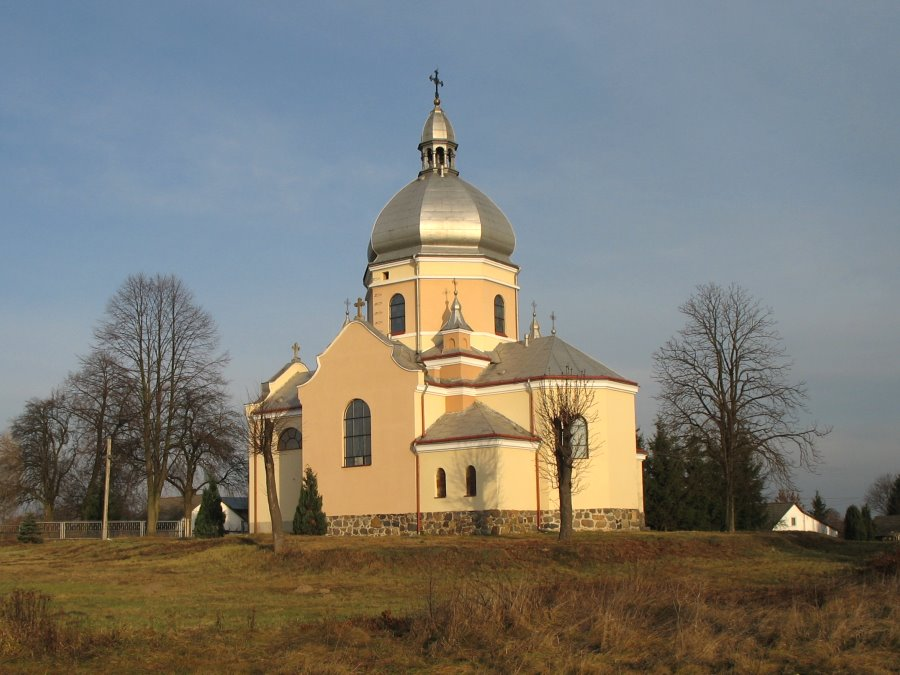
kościół filialny pw. św. Antoniego Padewskiego w Cetuli